# Geothelphusa eucrinodonta
Geothelphusa eucrinodonta is een krabbensoort uit de familie van de Potamidae. De wetenschappelijke naam van de soort is voor het eerst geldig gepubliceerd in 1994 door Shy, Ng & Yu.